# Дзербо
Дзербо (итал. Zerbo) — коммуна в Италии, располагается в регионе Ломбардия, в провинции Павия.
Население составляет 458 человек (2008 г.), плотность населения составляет 76 чел./км². Занимает площадь 6 км². Почтовый индекс — 27017. Телефонный код — 0382.
Покровителем коммуны почитается святой апостол Пётр, празднование 29 июня и в третье воскресение мая.

## Демография
Динамика населения:

## Администрация коммуны
- Официальный сайт: